# Wilcannia
Wilcannia is een plaats in de Australische deelstaat New South Wales en telt 759 inwoners (2006).